# Мядельський замок
Мядельський замок — пам'ятка оборонної архітектури, що втілює бажання пристосувати замок для захисту від вогнепальної зброї. В результаті він отримав дві лінії оборони з бастеями та бастіонами. Замок існував у 15 — на початку 18 ст. і розташовувався на замковому острові озера Мястро, займав місце городища.
Залишки замку розташовані біля західної околиці міста Мядель на сучасному півострові Замку, при впадінні в озеро Мястро річки Дробня, яка з'єднує його з озером Баторина.

## Історія
- 2 пол. 16 — початок 17 ст. — будівництво цегляного королівського замку на острові Мястро.
- 2 пол. 16 ст. — будівництво мурованого палацу на території замку.
- 17 ст. — замок оточений бастіонними укріпленнями.
- 1700–1721 — зруйнований під час Північної війни.

## Архітектура
На території давнього городища був побудований Мядельський замок. У комплексі укріплень серед цегляних веж та стін була масивна башта-донжон діаметром 17,5 метри.
У першій половині XVI ст. до вежі прибудували мурований палац, який, очевидно, перейняв від неї функції житла. Основний акцент при обороні замку робився на п'яти цегляних бастеях напівкруглої форми. Пізніше замок був додатково укріплений валом із бастіонами.
Замок є прикладом поєднання особливостей західноєвропейських фортифікацій із місцевими елементами захисту. Замок був надійним сховищем для жителів Мяделя та прилеглих поселень під час війни.

### Стіни
Місце замку було укріплене валунною стіною на вапняковому розчині, що було традиційним для середньовічної Білорусі. В основі нижньої частини фундаменту лежала глина, а найнижчий ряд валунів лежав на дубових дошках.
Товщина стіни з боку замку, прикритого озером, становила 1,5-1,7 м. На східному боці, незахищеному, товщина стіни сягала 2 м. По периметру ділянки розташовано 5 напівкруглих кам'яних бастей, товщина стін яких становила 2,5 м. Бастіони мали містити гармати для стрільби уздовж стін. Бастіони Мядельського замку вважаються найдавнішими в Білорусі і передують бастіонам.

### Замкова вежа
До складу замку входили цегляна вежа та палац. Вежа мала форму кола і її зовнішній діаметр становив 17,5 м, а внутрішній — 10 м. Товщина стін становила близько 3,5 метрів. Фундамент вежі був заглиблений у землю на глибину до 3,5 метрів і слугував підвалом. Фундамент був складений з ряду валунів та великої цегли, які скріплювали вапняним розчином.
Згідно з малюнком із карти Великого князівства Литовського 1613 р. Т. Маковського, вежа мала кілька ярусів. Найвірогідніше, що їхня кількість становила 5. Припускають, що висота вежі сягала 30 м, а за своїми розмірами вона була близька до Кам'янецької вежі. За словами Т. Маковського, в Мядельському замку було 3 вежі.

### Палац
Палац Мядельського замку був побудований у першій половині 16 ст. і був завершений до західного боку вежі замку. У плані палац мав прямокутну форму. Стіни палацу були завтовшки близько 2 м і завширшки близько 10 м. Палац також мав підвали завглибшки 3 м, які були перекриті склепінням.
На сьогоднішній день довжина палацу не визначена. Але відомо, що на дитинці замку були господарські будівлі, а також будинки слуг. Примітно, що в будинках були кахельні печі.

### Бастіонні укріплення замку
Відомо, що в 17 столітті замок був достатньо укріплений нижнім поясом оборони, який був земляним валом із бастіонами та ровом. Рів наповнявся водою з озера. Укріплень не було лише на східному боці, де вода озера підходила до замку. Зв'язок із берегом здійснювався через дерев'яний міст, довжина якого становила 400 м. Згідно з легендою, замок був зв'язаний зі Старим Мяделем тунелем, виритим під дном озера Мястро.

### Арсенал замку
За історичними джерелами, в 1564 р. в арсеналі Мядельського замку було 2 середніх фальконети та 2 серпантини. Крім того, в арсеналі зберігалася стрілецька зброя.

## Археологічні дослідження
Під час археологічних розкопок у підвалі замку була знайдена кераміка з 15 по 17 століття. Також була знайдена привозна білоглиняна поліхромна плитка з різними візерунками. Серед інших скарбів — грош 1535 року, тришипні солдатські підкови під підбори, фрагмент залізної петлі від затвора, цвяхи, шила, гачки для дверей та інші речі. На південь від вежі Мядельського замку були знайдені матеріали часів Київської Русі 11 — 13 століть. Серед них гончарна кераміка, ножі, кістки диких та домашніх тварин тощо. Також були знайдені предмети періоду Великого князівства Литовського XIV — XVII століть, включаючи кераміку, зокрема білу глину, глазуровану та поліхромну плитку з рослинними, геометричними та сюжетними малюнками, а також вироби із заліза та монети XVI — XVII століття тощо.